# Демидов, Владимир Николаевич
Демидов Владимир Николаевич (1938)— советский и российский врач акушер-гинеколог, перинатолог. Доктор медицинских наук. Профессор. Заслуженный врач Российской Федерации. Основоположник ультразвуковой и перинатальной диагностики в СССР.

## Биография
Владимир Николаевич родился в 1938 году в г. Москве. В 1963 году окончил Второй медицинский институт (МОЛГМИ) им. Н. И. Пирогова. И сразу поступил в этом институте в ординатуру, а потом в аспирантуру на кафедру акушерства и гинекологии.
В 1960 году защитил кандидатскую диссертацию по теме: «Состояние сердечно-сосудистой системы при поздних токсикозах беременных». В начале 1960-х годов впервые в мировой клинической практике стал применять методы математического анализа для диагностики патологических состояний .
В 1977 году защитил докторскую диссертацию по теме: «Особенности функционирования системы кровообращения у здоровых беременных, рожениц и родильниц».
В 1980 году стал профессором.
Во времена Советского Союза был консультантом всех ведущих учреждений страны, в том числе, Четвертого главного управления СССР и РСФСР, поликлиники Госплана.
Создал отделение функциональной диагностики Центра акушерства Гинекологии и Перинатологии и являлся его руководителем 41 год.
Впервые в мировой практике, на основе классической теории происхождения опухолей, Демидов получил значительное (более чем в три раза) снижение онкологической заболеваемости органов репродуктивной системы у женщин.
Использование разработанных Демидовым диагностических приборов и компьютерных программ позволило добиться лучших в мире показателей в отношении исходов беременности для плода (чем это утверждение подтверждается?) .

## Награды
- премия академика Л. С. Персианинова (2009 г.)